# فين ماشي يا موشي
فين ماشي يا موشي (بالعربية: إلى أين أنت ذاهب يا موشي) هو فيلم درامي مغربي للمخرج حسن بنجلون وبطولة سيمون الباز وآخرون.

## القصة
يتناول الفيلم قضية هجرة اليهود المغاربة إلى إسرائيل، أو ما يسمى بـ«الهجرة الكبرى» لليهود المغاربة التي تم جانب كبير منها في الأربعينيات من القرن الماضي بتخطيط من المنظمات الصهيونية تمهيدا لقيام دولة إسرائيل في عام 1948، في حين تواصلت هذه الهجرة بشكل لا يقل حدة عقب استقلال المغرب عن الاستعمار الفرنسي عام 1956.
ويكشف الفيلم كيف اتجه الجانب الأكبر من نحو 300 ألف يهودي مغربي إلى إسرائيل بالدرجة الأولى، ونحو بلدان غربية أخرى مثل كندا وفرنسا، ولكن بدرجة أقل.
ويتطرق الفيلم فيما يتطرق إليه من شخصيات إلى شخصية اليهودي المغربي شلومو الذي كان يعيش على جبال الأطلس عام 1963، وكيف قاوم شلومو رغبة الرحيل إلى إسرائيل حتى خضع في النهاية لذلك رغم حبه للمغرب، وعمله فيه موسيقيا، وصاحب محل لإصلاح الساعات.
حقق فيلم فين ماشي يا موشي نجاحا كبيرا في فرنسا منذ أن عرض على شاشات السينما في باريس قبل أن يعرض في عدد كبير من المدن الفرنسية الأخرى. وحظي هذا الفيلم بقبول كبير لا سيما بين العرب المقيمين في فرنسا وبين أبناء الجالية اليهودية من أصول عربية على حد سواء.

## روابط خارجية
- فين ماشي يا موشي على موقع IMDb (الإنجليزية)
- فين ماشي يا موشي على موقع ألو سيني (الفرنسية)
- فين ماشي يا موشي على موقع أول موفي (الإنجليزية)
- فين ماشي يا موشي على موقع قاعدة بيانات الفيلم (الإنجليزية)
- فين ماشي يا موشي على موقع ليتربوكسد (الإنجليزية)